# Рики Уолдън
Рики Уолдън (на английски: Ricky Walden) е английски професионален играч на снукър. Роден е на 11 ноември 1982 година в Честър,Англия, но е израсъл в Багилт, графство Флинтшър, Уелс, където и живее.
Рики Уолдън е световен шампион през 2001 г. за младежи до 21 години. Забележително за него е, че заедно с Шон Мърфи, Стивън Магуайър и Алистър Картър популяризират снукъра сред младите чрез медиите.

## Кариера
Рики Уолдън започва професионалната си кариера от 78-а позиция в световната ранглиста за 2004/05. Бързо след това обаче се изкача до 30-о място.
През същата 2005 г. достига до четвъртфинал на Откритото първенство на Китай след победа в първия кръг над ветерана Стив Дейвис с убедителното 5 – 0 фрейма. Стив се отказва от игра в мача, защото удря по-рано главата си в металната рамка на врата и силното главоболие му пречи да се концентрира. Във втория кръг е спрян от Стивън Хендри със същия резултат. През същия сезон Рики Уолдън успява да победи Джон Хигинс и да достигне 1/16-финалите на Британското първенство.
Впоследствие Рики Уолдън остава на 48-а позиция в световната ранглиста. През 2005/06 най-доброто му класиране е в първия кръг на основната схема на Откритото първенство на Китай, където отпада след 5 – 2 от Кен Дохърти. В предварителния кръг побеждава Стивън Магуайър с 5 – 3 фрейма.
През сезон 2005/06 на първенството на Великобритания, повежда на Рони О'Съливан с 8 – 7 фрейма, но губи в крайна сметка с 9 – 8. В същата година достига до осминафинал на Гран При, побеждавайки Джон Парът. До този момент Рики Уолдън не е попадал в основната схема на Световното първенство по снукър. Същата година печели SangSom турнир, който се играе само с 6 червени топки вместо 15, побеждавайки на финала Стюарт Бингам с 8 – 3 фрейма.
Единствената турнирна победа на Рики Уолдън от ранкинг турнир е постигната на Шанхай мастърс 2008, след забележително представяне. Рики започва като квалификант и покана с уайлдкард. Там играе срещу представителя на домакините Zhang Anda, като го побеждава с 5 – 0 фрейма. Преди уайлдкард кръга Рики Уолдън преминава 2 етапа в квалификациите – в третия кръг на квалификациите побеждава Лий Спик с 5 – 3 фрейма, а след това и Иън МакКълох с 5 – 2. Това му позволява да влезе в основната схема на турнира. Именно там Уолдън показва блестяща игра и отстранява последователно Стивън Хендри (5 – 4), Нийл Робъртсън (5 – 4), Стив Дейвис (5 – 2) и Марк Селби (6 – 4) в полуфинала, след като губи в един момент от Селби с 1 – 4 фрейма. На финала среща действащия световен шампион „Ракетата“ Рони О'Съливан и го побеждава след оспорван мач с 10 – 8 фрейма. На турнира Рики Уолдън постига 3 сенчъри брейка (139, 105, 104), като един от тях е по време на финалния мач.

## Сезон 2009/10
| Турнир                    | Резутат | Спечелени пари | Ранкинг точки | Най-голям брейк | 100+ брейк | 50+ брейк | Брой спечелени срещи |
| ------------------------- | ------- | -------------- | ------------- | --------------- | ---------- | --------- | -------------------- |
| Шанхай мастърс 2009       |         | £              |               |                 |            |           |                      |
| Гран При 2009             |         | £              |               |                 |            |           |                      |
| Британско първенство 2009 |         | £              |               |                 |            |           |                      |
| Мастърс 2010              |         | £              |               |                 |            |           |                      |
| Първенство на Уелс 2010   |         | £              |               |                 |            |           |                      |
| Първенство на Китай 2010  |         | £              |               |                 |            |           |                      |
| Световно първенство 2010  |         | £              |               |                 |            |           |                      |
| Общо                      |         | £              |               |                 |            |           |                      |